# Tippecanoe and Taylor, too
Tippecanoe and Taylor, too es el 91er episodio de la serie de televisión norteamericana Gilmore Girls.

## Resumen del episodio
Rory y Dean tienen dificultades para poder verse, tanto por la distancia que los separa como también porque él tiene que compartir el auto con su exesposa, Lindsay. Cuando él lleva a Rory a su casa, pareciera que la madre de Dean no quisiera que ella esté ahí; Dean le explica luego a Rory que ha sido difícil para su familia asimilar la nueva noticia. Impulsivamente, Rory le pregunta a Dean si iba a dejar a Lindsay aun así ella no hubiese encontrado la carta, pero la respuesta de éste no la satisfizo. Mientras tanto, cuando Taylor insiste en que Jackson retire su propiedad unos centímetros, él se molesta y decide postular al cargo de Concejal del pueblo. Lorelai y Sookie deciden usar el restaurante de Luke como el local de campaña, pero el dueño no está muy contento con esto. Finalmente, el día de las elecciones, todo el pueblo le da la espalda a Taylor y vota por Jackson; Lorelai lo nota y no le gustaría ver a Taylor sin algún voto, así que le pide a los últimos que van a votar que lo hagan por Taylor. En medio de la celebración de Jackson, Taylor admite su derrota; y Lane se arma de valor para expresarle a Zach sus verdaderos sentimientos hacia él.

## Curiosidades
- En el episodio Say goodnight, Gracie, el nombre de la madre de Dean era Barbara (según el edicto matrimonial que Lorelai leyó), y ahora Rory llamó a la madre de Dean "May".
- El apellido de Jackson ha variado de las primeras temporadas (Melville) a este momento, Belleville.
- Aquí se establece que Stars Hollow no tendría alcalde (como ocurrió en la primera temporada), sino un concejal.
- Según cálculos de Kirk, la población de Stars Hollow es 557, lo cual es imposible, pues 1124 personas votaron.
- Cuando Lorelai y Sookie están en la cafetería repartiendo chapas vemos que en una escena Sookie lleva zapatos de tacón amarillos, al poco rato lleva una chanclas, pero vuelven a regresar los zapatos (22:31).
- Cuando Lorelai se sienta luego de que Taylor lleve gente a su local ofreciendo helado gratis, su chapa se da la vuelta sola.
- Mientras Rory habla por teléfono con Dean y Lane desde Yale, la misma chica pasa dos veces detrás de su ventana en la misma dirección y con pocos segundos de diferencia (min. 12).
- Este episodio es el primero en el que escuchamos el nombre del grupo de Lane.

- Datos: Q6147271